# لا هررا

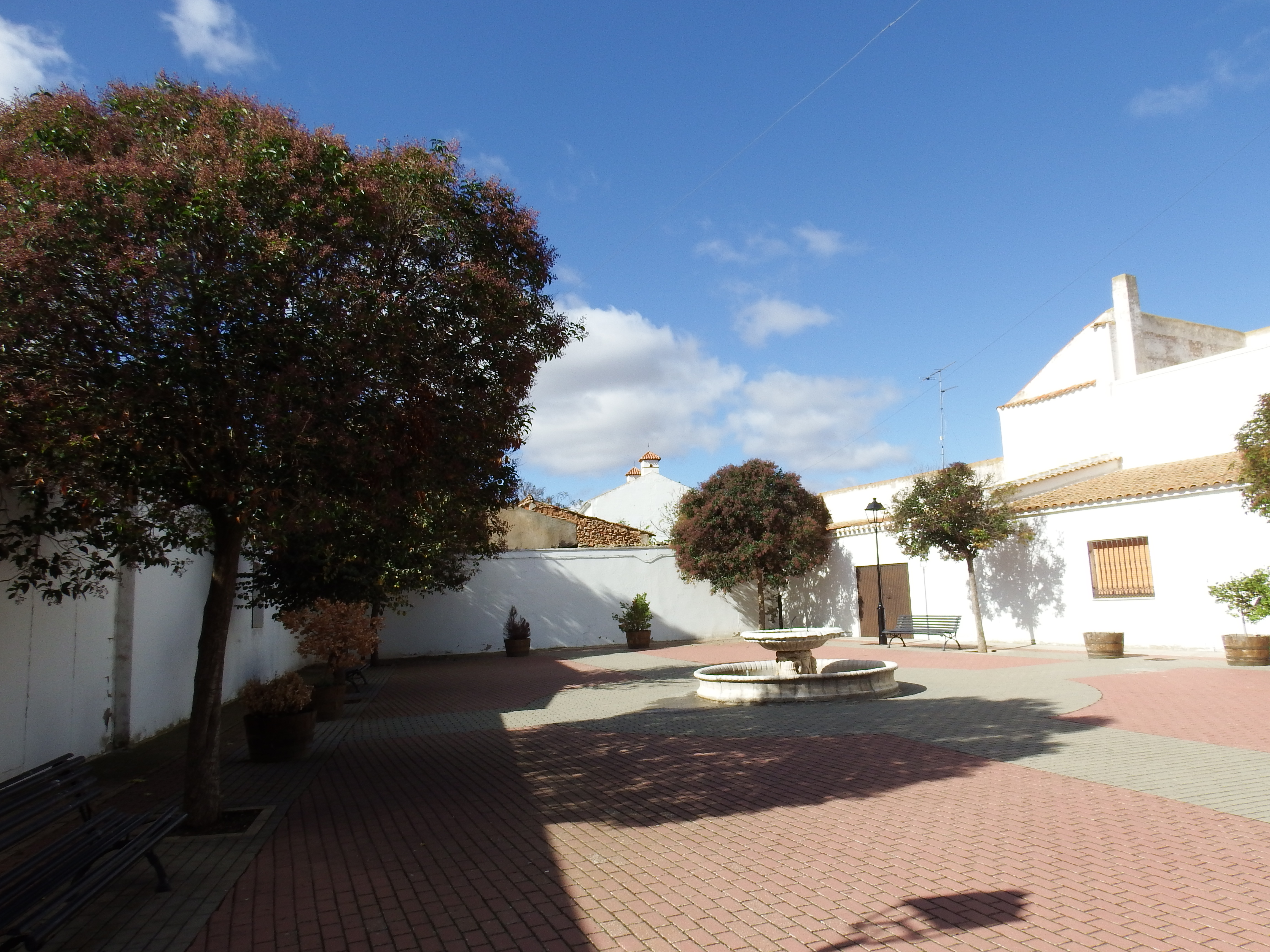
نمایی از دهستان لا هررا در آلباستهٔ اسپانیا - ۲۰۲۱

لا هررا دهستانی در استان آلباستهٔ اسپانیا است.
در این دهستان ۳۵۶ نفر زندگی می‌کنند. مساحت این دهستان ۶۳٫۱۲ کیلومتر مربع است.